# Danmark ved sommer-OL 2016
Danmarks deltagelse i sommer-OL 2016 i Rio de Janeiro, Brasilien, begyndte med kvalifikation og efterfølgende udtagelse af atleterne. I alt 120 danske idrætsudøvere kvalificerede sig til legene, og Dansk Idrætsforbund fastlagde 10 medaljer som mål for præstationerne.
Medaljemålet blev nået, idet de danske sportsfolk ved legene hentede 15 medaljer, 2 af guld, 6 af sølv og 7 af bronze. Det er det næsthøjeste antal medaljer i historien efter OL 1948, hvor det blev til 20 medaljer.
På forhånd var der forhåbninger om medaljer til blandt andet herrehåndboldlandsholdet, hækkeløberen Sara Slott Petersen, banecykelrytteren Lasse Norman Hansen og letvægtsfireren i roning. Disse atleter levede alle op til forventningerne, mens det var meget overraskende at svømmeren Pernille Blume vandt guld i 50 m fri, og at landevejscykelrytteren Jakob Fuglsang i linjeløbet, bryderen Mark O. Madsen samt damedoublen i badminton, Christinna Pedersen og Kamilla Rytter Juhl, vandt sølvmedaljer.
Medaljerne blev hentet i ni forskellige sportsgrene, og de syv gik til herrer, mens de øvrige otte gik til kvindelige sportsudøvere.

## Medaljer
| 2016 Rio de Janeiro | Guld | Sølv | Bronze | Total |
| Danmark             | 2    | 6    | 7      | 15    |

### Medaljevindere
Følgende danske sportsudøvere vandt medaljer ved de olympiske sommerlege 2016:
| Danmark under sommer-OL 2016 i Rio de Janeiro | Danmark under sommer-OL 2016 i Rio de Janeiro | Danmark under sommer-OL 2016 i Rio de Janeiro | Danmark under sommer-OL 2016 i Rio de Janeiro | Danmark under sommer-OL 2016 i Rio de Janeiro |
| Medalje                                       | Navn | Sport                                         | Konkurrence                                   | Dato                                          |
| --------------------------------------------- | --- | --------------------------------------------- | --------------------------------------------- | --------------------------------------------- |
| Guld                                          | Pernille Blume | Svømning                                      | 50 m fri, damer                               | 13. august                                    |
| Guld                                          | Danmarks håndboldlandshold \| Niklas Landin \| \| Mads Christiansen \| \| \| \| Jannick Green \| \| Kasper Søndergaard \| \| \| \| Morten Olsen \| \| Henrik Toft Hansen \| \| \| \| Mads Mensah Larsen \| \| Jesper Nøddesbo \| \| \| \| Mikkel Hansen \| \| René Toft Hansen \| \| \| \| Michael Damgaard \| \| Lasse Svan Hansen \| \| \| \| Henrik Møllgaard \| \| Casper U. Mortensen \| \| \| | Håndbold                                      | Herrer                                        | 21. august                                    |
| Sølv                                          | Jakob Fuglsang | Cykelsport                                    | Linjeløb, herrer                              | 6. august                                     |
| Sølv                                          | Kasper Winther Jørgensen Jacob Barsøe Jacob Søgaard Larsen Morten Jørgensen | Roning                                        | Letvægtsfirer, herrer                         | 11. august                                    |
| Sølv                                          | Mark O. Madsen | Brydning                                      | 75 kg græsk-romersk stil, herrer              | 14. august                                    |
| Sølv                                          | Emma Aastrand Jørgensen | Kajak                                         | K1 500 m, damer                               | 18. august                                    |
| Sølv                                          | Christinna Pedersen Kamilla Rytter Juhl | Badminton                                     | Damedouble                                    | 18. august                                    |
| Sølv                                          | Sara Slott Petersen | Atletik                                       | 400 m hækkeløb, damer                         | 18. august                                    |
| Bronze                                        | Anne Dsane Andersen Lærke Berg Rasmussen | Roning                                        | Toer uden styrmand, damer                     | 12. august                                    |
| Bronze                                        | Lasse Norman Hansen Niklas Larsen Frederik Madsen Casper von Folsach Rasmus Quaade | Cykelsport                                    | Holdforfølgelse, herrer                       | 12. august                                    |
| Bronze                                        | Mie Ø. Nielsen Rikke Møller Pedersen Jeanette Ottesen Pernille Blume | Svømning                                      | 4x100 m medley, damer                         | 13. august                                    |
| Bronze                                        | Lasse Norman Hansen | Cykelsport                                    | Omnium, herrer                                | 15. august                                    |
| Bronze                                        | Anne-Marie Rindom | Sejlsport                                     | Laser Radial, damer                           | 16. august                                    |
| Bronze                                        | Jena Mai Hansen Katja Salskov-Iversen | Sejlsport                                     | 49erFX                                        | 18. august                                    |
| Bronze                                        | Viktor Axelsen | Badminton                                     | Herresingle                                   | 20. august                                    |
| Niklas Landin                                 | | Mads Christiansen                             |                                               |                                               |
| Jannick Green                                 | | Kasper Søndergaard                            |                                               |                                               |
| Morten Olsen                                  | | Henrik Toft Hansen                            |                                               |                                               |
| Mads Mensah Larsen                            | | Jesper Nøddesbo                               |                                               |                                               |
| Mikkel Hansen                                 | | René Toft Hansen                              |                                               |                                               |
| Michael Damgaard                              | | Lasse Svan Hansen                             |                                               |                                               |
| Henrik Møllgaard                              | | Casper U. Mortensen                           |                                               |                                               |

| Niklas Landin      |  | Mads Christiansen   |  |  |
| Jannick Green      |  | Kasper Søndergaard  |  |  |
| Morten Olsen       |  | Henrik Toft Hansen  |  |  |
| Mads Mensah Larsen |  | Jesper Nøddesbo     |  |  |
| Mikkel Hansen      |  | René Toft Hansen    |  |  |
| Michael Damgaard   |  | Lasse Svan Hansen   |  |  |
| Henrik Møllgaard   |  | Casper U. Mortensen |  |  |

| Sportsgren | 1 | 2 | 3 | Total |
| Svømning   | 1 | 0 | 1 | 2     |
| Cykling    | 0 | 1 | 2 | 3     |
| Roning     | 0 | 1 | 1 | 2     |
| Atletik    | 0 | 1 | 0 | 1     |
| Badminton  | 0 | 1 | 1 | 2     |
| Kajak      | 0 | 1 | 0 | 1     |
| Brydning   | 0 | 1 | 0 | 1     |
| Sejlsport  | 0 | 0 | 2 | 2     |
| Håndbold   | 1 | 0 | 0 | 1     |
| Total      | 2 | 6 | 7 | 15    |

| Dag        | 1 | 2 | 3 | Total |
| 6. august  | 0 | 1 | 0 | 1     |
| 7. august  | 0 | 0 | 0 | 0     |
| 8. august  | 0 | 0 | 0 | 0     |
| 9. august  | 0 | 0 | 0 | 0     |
| 10. august | 0 | 0 | 0 | 0     |
| 13. august | 0 | 1 | 0 | 1     |
| 12. august | 0 | 0 | 2 | 2     |
| 13. august | 1 | 0 | 1 | 2     |
| 14. august | 0 | 1 | 0 | 1     |
| 15. august | 0 | 0 | 1 | 1     |
| 16. august | 0 | 0 | 1 | 1     |
| 17. august | 0 | 0 | 0 | 0     |
| 18. august | 0 | 3 | 1 | 4     |
| 19. august | 0 | 0 | 1 | 1     |
| 20. august | 0 | 0 | 0 | 0     |
| 21. august | 1 | 0 | 0 | 1     |
| Total      | 2 | 6 | 7 | 15    |

| Medaljer efter køn | Medaljer efter køn | Medaljer efter køn | Medaljer efter køn | Medaljer efter køn |
| ------------------ | ------------------ | ------------------ | ------------------ | ------------------ |
| Køn                | 1                  | 2                  | 3                  | Total              |
| Herrer             | 1                  | 3                  | 3                  | 7                  |
| Damer              | 1                  | 3                  | 4                  | 8                  |
| Total              | 2                  | 6                  | 7                  | 15                 |

## Kvalifikation og udvælgelse af deltagere
Deltagelsen afhang af danske sportsfolks præstationer i internationale kvalifikationsturneringer eller af deres placering på verdensranglister eller tilsvarende ranglister, afhængig af sportsgrenen. Ved kvalifikationsturneringer sikrede en god præstation deltagelse af en dansk atlet eller et dansk hold, hvor det ikke nødvendigvis var den eller de atleter, der sikrede deltagelsen, der kom med til legene. Da kvalifikationen kunne finde sted op imod to år inden legene, skete det med baggrund i efterfølgende præstationer, at det senere i et idrætsforbund blev besluttet, at andre end de, der sikrede kvalifikationen, var bedre og derpå officielt blev udtaget til legene. I de tilfælde, hvor en atlet med sin placering på en rangliste sikrede en kvalifikation, var denne personligt knyttet til den pågældende atlet.
Det var muligt at få kvalificeret idrætsfolk indenfor 31 forskellige sportsgrene, som for nogles vedkommende var opsplittet i flere forskelligartede discipliner, hvor som eksempel kan nævnes cykelsporten, der var underinddelt i 4 forskellige discipliner (Landevejscykling, Mountainbike, BMX og Banecykling).
I løbet af foråret 2015 fik Danmarks Idrætsforbund indgået kvalifikations- og udtagelsesaftaler med alle specialforbundene, således at de nationale krav var på plads. Generelt forholdt det sig således, at de nationale krav oftest var hårdere end de internationale krav, da filosofien var, at man primært ville udtage atleter, som havde reelle medaljechancer.
19. juli 2016 blev de fire dressurryttere udtaget, som de sidste af de i alt 120 danske deltagere. Processen med udvælgelse af deltagere var hermed slut.

## Deltagere
| Nedenstående tabel indeholder oplysninger om det samlede antal danske deltagere fordelt på sportsgrene. Det skal bemærkes, at det officielle deltagerantal er opgjort til 120 (79 herrer og 41 damer), hvor fodboldlandsholds reservemålmand Lukas Fernandes sad på bænken i samtlige kampe og fik således ikke nogen spilleminutter, men tæller dog med i det officielledeltagerantal. Casper Pedersen i 4000 m holdforfølgelse i cykling, håndboldholdets fløjspiller Hans Lindberg og fodboldlandsholds anden-reservemålmand Thomas Hagelskjær var udtaget som reserver og var derfor med til OL, men indgik ikke i den officielle delegation og tæller således ikke med i deltagerantallet. \| Sportsgren \| Herrer \| Damer \| Total \| \| ------------- \| ------ \| ----- \| ----- \| \| Atletik \| 3 \| 5 \| 8 \| \| Badminton \| 5 \| 3 \| 8 \| \| Bordtennis \| 1 \| 0 \| 1 \| \| Brydning \| 1 \| 0 \| 1 \| \| Cykelsport \| 10 \| 3 \| 13 \| \| Fodbold \| 18 \| 0 \| 18 \| \| Golf \| 2 \| 2 \| 4 \| \| Hestesport \| 1 \| 3 \| 4 \| \| Håndbold \| 14 \| 0 \| 14 \| \| Kano og kajak \| 1 \| 4 \| 5 \| \| Roning \| 6 \| 7 \| 13 \| \| Sejlsport \| 6 \| 5 \| 11 \| \| Skydning \| 2 \| 1 \| 3 \| \| Svømning \| 8 \| 7 \| 15 \| \| Tennis \| 0 \| 1 \| 1 \| \| Triatlon \| 1 \| 0 \| 1 \| \| Total \| 79 \| 41 \| 120 \| |        |       |       |
| Sportsgren | Herrer | Damer | Total |
| Atletik | 3      | 5     | 8     |
| Badminton | 5      | 3     | 8     |
| Bordtennis | 1      | 0     | 1     |
| Brydning | 1      | 0     | 1     |
| Cykelsport | 10     | 3     | 13    |
| Fodbold | 18     | 0     | 18    |
| Golf | 2      | 2     | 4     |
| Hestesport | 1      | 3     | 4     |
| Håndbold | 14     | 0     | 14    |
| Kano og kajak | 1      | 4     | 5     |
| Roning | 6      | 7     | 13    |
| Sejlsport | 6      | 5     | 11    |
| Skydning | 2      | 1     | 3     |
| Svømning | 8      | 7     | 15    |
| Tennis | 0      | 1     | 1     |
| Triatlon | 1      | 0     | 1     |
| Total | 79     | 41    | 120   |

Nedenfor er listet de enkelte sportsgrene ved sommer-OL i 2016, hvor det først beskrives hvordan deltagerne kvalificerede sig, derefter hvem der blev udtaget til legene og endelig hvordan de forskellige atleter klarede sig ved selve legene. Sportsgrene, hvor Danmark ikke deltog, er medtaget med en beskrivelse af hvordan kvalifikationen kunne have fundet sted.

### Atletik

#### Kvalifikation
Kvalifikationsperioden for 10.000 m, maraton, kapgang og mangekamp startede 1. januar 2015, mens de øvrige discipliner startede kvalifikationen pr. 1. maj 2015. 
I atletik var de nationale krav hårde end de internationale krav for de fleste af disciplinerne. Aftalen mellem Danmarks Idrætsforbund og Dansk Atletik Forbund vedrørende kvalifikation og udtagelse opsatte reglerne for hvad en atlet skulle gøre ud over at klare de nationale krav. Først og fremmest skulle atleten, når det nationale krav var opnået ved et godkendt stævne, udarbejde en OL-forberedelsesplan, som skulle godkendes af Danmarks Idrætsforbund, Dansk Atletik Forbund samt Team Danmark. Det var herefter en forudsætning for den senere udtagelse at atleten fulgte og gennemførte den godkendte OL-forberedelsesplan. 
Nedenfor er listet resultaterne for atleter, som klarede det nationale kvalifikationskrav. 
| Disciplin              | H/D    | Udøver                    | Dato             | Resultat | Nationalt OL krav | Begivenhed               |
| ---------------------- | ------ | ------------------------- | ---------------- | -------- | ----------------- | ------------------------ |
| 400 meter hækkeløb     | Damer  | Sara Slott Petersen       | 4. juli 2015     | 53,99    | 56,20             | Diamond League Paris     |
| 400 meter hækkeløb     | Damer  | Stina Troest              | 6. juni 2015     | 56,02    | 56,20             | Diamond League Genève    |
| 800 meter løb          | Herrer | Andreas Bube              | 30. juli 2015    | 1:45,78  | 1:45,80           | Diamond League Stockholm |
| Maraton                | Damer  | Jessica Draskau-Petersson | 11. oktober 2015 | 2:30:07  | 2:35:15           | Chicago Maraton          |
| Maraton                | Damer  | Anna Holm Baumeister      | 25. oktober 2015 | 2:34:28  | 2:35:15           | Frankfurt Maraton        |
| Maraton                | Herrer | Abdi Hakin Ulad           | 17. april 2016   | 2:14:03  | 2:15:15           | Hamburg Maraton          |
| 3000 m forhindringsløb | Damer  | Anna Emilie Møller        | 29. juni 2016    | 9:41,42  | 9:45,00           | Finland                  |
| 3000 m forhindringsløb | Herrer | Ole Hesselbjerg           | 12. juli 2016    | 8:30,51  | 8:30,00           | Kvoteplads               |

#### Udtagelse
Følgende er endeligt udtaget efter indstilling fra Dansk Atletik Forbund:
| Disciplin              | H/D    | Udøver                    | Udtagelsesdato |
| ---------------------- | ------ | ------------------------- | -------------- |
| 400 meter hækkeløb     | Damer  | Sara Slott Petersen       | 17. maj 2016   |
| 400 meter hækkeløb     | Damer  | Stina Troest              | 17. maj 2016   |
| 800 meter løb          | Herrer | Andreas Bube              | 17. maj 2016   |
| Maraton                | Damer  | Jessica Draskau-Petersson | 17. maj 2016   |
| Maraton                | Damer  | Anna Holm Baumeister      | 17. maj 2016   |
| Maraton                | Herrer | Abdi Hakin Ulad           | 17. maj 2016   |
| 3000 m forhindringsløb | Damer  | Anna Emilie Møller        | 7. juli 2016   |
| 3000 m forhindringsløb | Herrer | Ole Hesselbjerg           | 15. juli 2016  |

#### Resultater
| Dato             | Disciplin              | H/D    | Udøver                    | Indledende heat | Indledende heat                     | Semifinale | Semifinale | Finale              | Finale              |
| Dato             | Disciplin              | H/D    | Udøver                    | Resultat        | Placering i heat (samlet placering) | Resultat   | Placering  | Resultat            | Placering           |
| ---------------- | ---------------------- | ------ | ------------------------- | --------------- | ----------------------------------- | ---------- | ---------- | ------------------- | ------------------- |
| 12. – 15. august | 800 meter løb          | Herrer | Andreas Bube              | 1:46,67         | 2 Q                                 | 1:45,87    | 16         | ude af konkurrencen | ude af konkurrencen |
| 13. – 15. august | 3000 m forhindringsløb | Damer  | Anna Emilie Møller        | 9:32,68 (NR)    | 21                                  | N/A        | N/A        | ude af konkurrencen | ude af konkurrencen |
| 15. – 17. august | 3000 m forhindringsløb | Herrer | Ole Hesselbjerg           | 8:40,08         | 11                                  | N/A        | N/A        | ude af konkurrencen | ude af konkurrencen |
| 15. – 18. august | 400 meter hækkeløb     | Damer  | Sara Slott Petersen       | 55,20           | 1 (3) Q                             | 54,55      | 2 (2) Q    | 53,55               |                     |
| 15. – 18. august | 400 meter hækkeløb     | Damer  | Stina Troest              | 56,06           | 4 (12) q                            | 56,00      | 4 (15)     | ude af konkurrencen | ude af konkurrencen |
| 14. august       | Maraton                | Damer  | Jessica Draskau-Petersson | N/A             | N/A                                 | N/A        | N/A        | 2:36:14             | 40                  |
| 14. august       | Maraton                | Damer  | Anna Holm Baumeister      | N/A             | N/A                                 | N/A        | N/A        | 2:39:49             | 55                  |
| 21. august       | Maraton                | Herrer | Abdi Hakin Ulad           | N/A             | N/A                                 | N/A        | N/A        | 2:17:06             | 35                  |

NR = National rekord, Q = Direkte kvalificeret, q = Kvalificeret som en af de bedste, der ikke er direkte kvalificeret

### Badminton

#### Kvalifikation
Spillerne kvalificerede sig ud fra deres placering på verdensranglisten pr. 5. maj 2016. Selv om de dermed formelt set var kvalificeret, var der kun to pladser til Danmark i hver række, hvilket gjorde, at udtagelsen ikke foregik automatisk.
Ud fra verdensranglisten 5. maj 2016 stod det fast, at Danmark var kvalificeret med to spillere i herresingle, én i damesingle samt et par i hver af doublerækkerne. Dansk Badmintonforbund udpeger deltagerne senere.

#### Udtagelse
Følgende er udtaget af Dansk Idrætsforbund efter indstilling fra Badminton Danmark:
| Disciplin | H/D    | Udøver                                  | Udtagelsesdato |
| --------- | ------ | --------------------------------------- | -------------- |
| Double    | Damer  | Kamilla Rytter Juhl Christinna Pedersen | 6. juni 2016   |
| Double    | Mix    | Christinna Pedersen Joachim Fischer     | 6. juni 2016   |
| Single    | Herrer | Jan Ø. Jørgensen                        | 8. juni 2016   |
| Single    | Herrer | Viktor Axelsen                          | 8. juni 2016   |
| Single    | Damer  | Line Kjærsfeldt                         | 8. juni 2016   |
| Double    | Herrer | Carsten Mogensen Mathias Boe            | 14. juni 2016  |

#### Resultater
| Singler          | Singler   | Singler | Singler          | Singler                           | Singler                          | Singler      | Singler                             | Singler                         | Singler                      | Singler                           |
| Dato             | Disciplin | H/D     | Udøver           | Gruppe kampe                      | Gruppe kampe                     | Gruppe kampe | Ottendedels finale                  | Kvartfinale                     | Semifinale                   | Bronzekamp                        |
| Dato             | Disciplin | H/D     | Udøver           | Modstander Resultat               | Modstander Resultat              | Placering    | Modstander Resultat                 | Modstander Resultat             | Modstander Resultat          | Modstander Resultat               |
| ---------------- | --------- | ------- | ---------------- | --------------------------------- | -------------------------------- | ------------ | ----------------------------------- | ------------------------------- | ---------------------------- | --------------------------------- |
| 11. – 20. august | Single    | Herrer  | Jan Ø. Jørgensen | Raul Must 2-0 (21-8 21-15)        | Brice Leverdez 2-0 (21-11 21-18) | 1 Q          | Srikanth Kidambi 0-2 (19-21, 19-21) | ude af konkurrencen             | ude af konkurrencen          | ude af konkurrencen               |
| 11. – 20. august | Single    | Herrer  | Viktor Axelsen   | Boonsak Ponsana 2-0 (21-14 21-13) | Dong Keun Lee 2-0 (21-11 21-13)  | 1 Q          | Scott Evans 2-0 (21-16 21-12)       | Rajiv Ouseph 2-0 (21-12, 21-16) | Chen Long 0-2 (14-21, 15-21) | Lin Dan 2-1 (15-21, 21-10, 21-17) |
| 11. – 19. august | Single    | Damer   | Line Kjærsfeldt  | Nanna Vainio 2-0 (21-9 21-8)      | Carolina Marin 0-2 (16-21 13-21) | 2            | ude af konkurrencen                 | ude af konkurrencen             | ude af konkurrencen          | ude af konkurrencen               |

| Doubler          | Doubler   | Doubler | Doubler                                 | Doubler                                            | Doubler                                               | Doubler                                          | Doubler      | Doubler                                          | Doubler                                         | Doubler                                                 |
| Dato             | Disciplin | H/D     | Udøver                                  | Gruppe kampe                                       | Gruppe kampe                                          | Gruppe kampe                                     | Gruppe kampe | Kvartfinale                                      | Semifinale                                      | Finale                                                  |
| Dato             | Disciplin | H/D     | Udøver                                  | Modstander Resultat                                | Modstander Resultat                                   | Modstander Resultat                              | Placering    | Modstander Resultat                              | Modstander Resultat                             | Modstander Resultat                                     |
| ---------------- | --------- | ------- | --------------------------------------- | -------------------------------------------------- | ----------------------------------------------------- | ------------------------------------------------ | ------------ | ------------------------------------------------ | ----------------------------------------------- | ------------------------------------------------------- |
| 11. – 19. august | Double    | Herrer  | Carsten Mogensen Mathias Boe            | Marcus Ellis Chris Langridge 2-1 (21-9 9-21 21-16) | Adam Cwalina Przemyslaw Wacha 2-0 (21-17 21-17)       | Gi Jung Kim Sa Rang Kim 0-2 (15-21 18-21)        | 3            | ude af konkurrencen                              | ude af konkurrencen                             | ude af konkurrencen                                     |
| 11. – 18. august | Double    | Damer   | Kamilla Rytter Juhl Christinna Pedersen | Ying Luo Yu Luo 0-2 (11-21 18-21)                  | Eva Lee Paula Lynn Obanana 2-0 (21-9 21-6)            | Kyung Eun Jung Seung Chan Shin 2-0 (21-16 21-18) | 2 Q          | Chang Ye Na Lee So Hee 2-1 (28-26, 18-21, 21-15) | Tang Yuanting Yu Yang 2-1 (21-16, 14-21, 21-19) | Misaki Matsumoto Ayaka Takahashi 1-2 (21-18 9-21 19-21) |
| 11. – 17. august | Double    | Mix     | Christinna Pedersen Joachim Fischer     | Robert Mateusiak Nadiezda Zieba 2-0 (21-18 23-21)  | Chris Adcock Gabrielle Adcock 1-2 (19-21 24-22 17-21) | Chen Xu Jin Ma 1-2 (24-22 14-24 16-21)           | 4            | ude af konkurrencen                              | ude af konkurrencen                             | ude af konkurrencen                                     |

### Basketball
| Kvalifikation |
| --- |
| De danske damer deltog ikke i kvalifikationen til OL. De danske herrer kvalificerede sig ikke til EM 2015, hvorfor kvalifikation til OL ikke kunne opnås. |

### Boksning
| Kvalifikation |
| --- |
| Kvalifikationen til OL foregik dels ved placering på verdensranglisterne dels ved VM og EM stævnerne i 2015 og 2016. Efter kvalifikationsperiodens udløb stod det klart, at Danmark ikke havde kvalificeret boksere til OL. |

### Bordtennis

#### Kvalifikation
Kvalifikationen i single foregik ved at være placeret blandt de første 22 på en særlig OL-verdensrangliste pr. 31. maj 2016 (gældende perioden 1. januar 2016 - 31. maj 2016) eller ved en placering blandt de første 10 ved den europæisk kvalifikationsturnering i perioden 12.-16. april 2016 i Sverige eller ved at vinde singlerækken ved European Games i Baku, Aserbajdsjan i perioden 12. - 28. juni 2015. Der kunne kun deltage to atleter pr. køn fra hver nation.
Kvalifikationen til team turneringen foregik med udgangspunkt i den særlig OL-verdensrangliste pr. 31. maj 2016 (gældende perioden 1. januar 2016 - 31. maj 2016), som var identisk med listen for singlespillere. Kvalifikationssystemet var konstrueret på en sådan måde, at man først fandt det bedste team fra hver af de 6 kontinenter var at kigge på nationer, der allerede havde kvalificeret to atleter af samme køn i singlerækken. Disse nationer fik så en ekstra kvoteplads til teamet, bestående at tre atleter. Efterfølgende var der ni yderligere pladser i teamkonkurrencen, der tilfaldt de næste rangerede nationer, der allerede havde kvalificeret to atleter af samme køn i singlerækken. Såfremt der ikke kunne findes alle ni hold på denne måde tilfaldt de resterende pladser de nationer, der havde de højst rangerede singlespillere, der allerede var kvalificeret i singlerækken.
Allerede 16. april 2016 stod det klart at Jonathan Groth opfyldte kravet i herresingle efter en kvalifikationsturneringen i Sverige.

#### Udtagelse
Nedenfor er listet atleter, som blev udtaget af Danmarks Idrætsforbund’s bestyrelse på baggrund af en indstilling fra Dansk Bordtennis Union.
| Disciplin | H/D   | Udøver         | Udtagelsesdato |
| --------- | ----- | -------------- | -------------- |
| Single    | Herre | Jonathan Groth | 05. maj 2016   |

#### Resultater
| Dato            | Disciplin | H/D    | Udøver         | Indledende runde    | Runde 1             | Runde 2                                    | Runde 3                              | Runde 4             | Kvartfinale         | Semifinale          | Bronzekamp          | Finale              |
| Dato            | Disciplin | H/D    | Udøver         | Modstander Resultat | Modstander Resultat | Modstander Resultat                        | Modstander Resultat                  | Modstander Resultat | Modstander Resultat | Modstander Resultat | Modstander Resultat | Placering           |
| --------------- | --------- | ------ | -------------- | ------------------- | ------------------- | ------------------------------------------ | ------------------------------------ | ------------------- | ------------------- | ------------------- | ------------------- | ------------------- |
| 6. – 11. august | Single    | Herrer | Jonathan Groth | N/A                 | N/A                 | Benedek Olah 4-0 (11-8, 11-5, 12-10, 11-3) | Long Ma 0-4 (3-11, 2-11, 3-11, 9-11) | ude af konkurrencen | ude af konkurrencen | ude af konkurrencen | ude af konkurrencen | ude af konkurrencen |

### Brydning

#### Kvalifikation
I brydning var der to forskellige stilarter for mænd (fristil og græsk-romersk) og fristil for kvinder. Hver nation kunne opnå én kvoteplads i hver stilart pr. vægtklasse.
Kvalifikation kunne opnås gennem følgende kvalifikationsstævner: Placering i top seks ved VM i perioden 7. - 13. september 2015 i Las Vegas, USA, placering i top to ved den europæiske kvalifikationsturnering i perioden 15.-17. april 2016 i Zrenjanin, Serbien, placering i top tre ved den første internationale kvalifikationsturnering i perioden 22.-24. april 2016 i Ulaanbaatar, Mongoliet eller placering i top to ved den anden internationale kvalifikationsturnering i perioden 6.-8. maj 2016 i Istanbul, Tyrkiet.
Nedenfor er listet resultaterne for atleter, som klarede det internationale kvalifikationskrav for en kvoteplads.
| Vægtklasse            | H/D    | Udøver         | Dato              | Begivenhed | Resultat | Internationalt OL krav |
| --------------------- | ------ | -------------- | ----------------- | ---------- | -------- | ---------------------- |
| 75 kg (græsk-romersk) | Herrer | Mark O. Madsen | 7. september 2015 | VM 2015    | 2. plads | Blandt de seks bedste  |

#### Udtagelse
Nedenfor er listet atleter, som blev udtaget af Danmarks Idrætsforbund’s bestyrelse på baggrund af en indstilling fra Danmarks Brydeforbund.
| Vægtklasse            | H/D    | Udøver         | Udtagelsesdato   |
| --------------------- | ------ | -------------- | ---------------- |
| 75 kg (græsk-romersk) | Herrer | Mark O. Madsen | 2. november 2015 |

#### Resultater
| Dato       | Vægtklasse            | H/D    | Udøver         | Kvalifikation       | Ottendedelsfinale                    | Kvartfinale         | Semifinale          | Opsamling 1         | Opsamling 2         | Finale              | Finale    |
| Dato       | Vægtklasse            | H/D    | Udøver         | Modstander Resultat | Modstander Resultat                  | Modstander Resultat | Modstander Resultat | Modstander Resultat | Modstander Resultat | Modstander Resultat | Placering |
| ---------- | --------------------- | ------ | -------------- | ------------------- | ------------------------------------ | ------------------- | ------------------- | ------------------- | ------------------- | ------------------- | --------- |
| 14. august | 75 kg (græsk-romersk) | Herrer | Mark O. Madsen | N/A                 | Saeid Morad Abdvali 1-1 (sejr på PP) | Viktor Nemeš 4-0    | Peter Bácsi 1-0     | N/A                 | N/A                 | Roman Vlasov 1-5    |           |

- PP = Tekniske point

### Bueskydning
| Kvalifikation |
| --- |
| Ved den olympiske turnering skulle der kun konkurreres med recurvebuen, hvorfor det kun var skydninger med denne type bue, der talte med ved kvalifikationen, som primært var koncentreret om at kvalificere nationernes hold, der bestod af 3 skytter, både for kvinder og mænd. Såfremt en nations hold var kvalificeret ville alle tre skytter også kunne deltage i den individuelle konkurrence. Der kunne kvalificeres hold ved verdensmesterskabet i København, Danmark i perioden 26. juli - 2. august 2015 samt den olympiske kvalifikationsturnering i Antalya, Tyrkiet i perioden 13.-19. juni 2016. Ud over kvalifikation gennem holdkonkurrencen kunne yderligere otte individuelle skytter kvalificere sig ved verdensmesterskabet i København, Danmark i perioden 26. juli - 2. august 2015, tre individuelle skytter ved den europæiske kvalifikationsturnering i Nottingham, England i perioden 24.-29. maj 2016 samt yderligere tre individuelle skytter ved den olympiske kvalifikationsturnering i Antalya, Tyrkiet i perioden 13.-19. juni 2016. Ud over kvalifikationen som anført ovenfor var det desuden et krav for mændene at de skød mindst én serie på mindst 630 points og tilsvarende for kvinderne, en serie på mindst 600 points. Denne serie skulle være skudt i perioden 26. juli 2015 – 11. juli 2016. Efter kvalifikationsperiodens udløb stod det klart, at Danmark ikke havde kvalificeret bueskytter til OL. |

### Cykelsport
Cykelsporten har fire forskellige discipliner med ved OL i 2016. Det drejede sig om Landevejscykling, Banecykling, BMX og Mountainbike. 

#### Kvalifikation

##### Landevejscykling
Kvalifikationen til landevejscykling kunne ske gennem opnåelse af en nationskvoteplads, der var baseret på verdensranglisten og den europæiske rangliste. Der var to separate kvalifikationssystemer, der gjaldt for henholdsvis linjeløb og enkeltstart både for damer og herre. Kvalifikationen til herrernes linjeløb blev afgjort med tildelingen af fem nationale kvotepladser til de fem højeste rangerede nationer på verdensranglisten for perioden 1. januar – 31. december 2015 samt fire nationale kvotepladser til de efterfølgende ti nationer. For nationer, der ikke opnåede kvotepladser gennem verdensranglisten, kunne der opnås tre nationale kvotepladser til de seks højeste rangerede nationer på europaranglisten for perioden 1. januar – 31. december 2015 samt to nationale kvotepladser til de efterfølgende ti nationer. Efter kvalifikationsperioden stod det klart, at Danmark havde kvalificeret tre ryttere til linjeløbet, hvoraf én også kunne deltage i enkeltstarten.
Kvalifikationen til kvindernes linjeløb blev afgjort med tildelingen af fire nationale kvotepladser til de fem højeste rangerede nationer på verdensranglisten for perioden 1. juni 2015 – 31. maj 2016, tre nationale kvotepladser til de efterfølgende otte nationer samt to nationale kvotepladser til de næste ni nationer.
Kvalifikationen til herrernes enkeltstart blev afgjort med tildelingen af 1 national kvoteplads til de 15 højeste rangerede nationer på verdensranglisten for perioden 1. juni 2015 – 31. maj 2016. Herudover kunne nationer, der ikke opnåede kvotepladser gennem verdensranglisten, opnå én national kvoteplads til de seks højeste rangerede nationer på europaranglisten for perioden 1. juni 2015 – 31. maj 2016. Endelig kunne der opnås ti nationale kvotepladser ved VM i cykling i Richmond, Virginia, USA i perioden 19. – 27. september 2015. Her var det muligt for nationerne at sikre sig den anden tilladte nationale kvoteplads idet der maksimalt kunne deltage to atleter fra samme nation i enkeltstarten.
Kvalifikationen til damernes enkeltstart blev afgjort med tildelingen af 1 national kvoteplads til de 15 højeste rangerede nationer på verdensranglisten for perioden 1. juni 2015 – 31. maj 2016. Herudover kunne der opnås ti nationale kvotepladser ved VM i cykling i Richmond, Virginia, USA i perioden 19. – 27. september 2015. Her var det muligt for nationerne at sikre sig den anden tilladte nationale kvoteplads idet der maksimalt kunne deltage to atleter fra samme nation i enkeltstarten. Specielt for enkeltstarten var at en atlet, for at deltage, også skulle stille op ved enten det individuelt linjeløb, banecykling, mountainbike eller BMX.

##### Banecykling
Kvalifikationen til banecykling blev opnået baseret på en særlig nations OL-verdensrangliste pr. 28. februar 2016, hvor resultater fra udvalgte konkurrencer i perioden 15. juli 2014 til 28. februar 2016 gav point. Følgende kvalifikation gjaldt for både damer og herrerne i de forskellige discipliner. 
Holdsprint: 1 national kvoteplads, bestående af tre ryttere, til de ni højeste rangerede nationer. Sprint og Keirin: Én national kvoteplads til de ni højeste rangerede nationer. Herudover kunne nationer kvalificeret til holdsprint også bruge en af disse atleter, således at hver nation maksimalt kunne have to atleter med. Holdforfølgelsesløb: Én national kvoteplads, bestående af fire ryttere, til de ni højeste rangerede nationer. Omnium: Én national kvoteplads til de 18 højeste rangerede nationer.
Efter kvalifikationsperioden stod det klart, at Danmark havde kvalificeret seks ryttere. Kvotepladserne blev fordelt i følgende discipliner: Én plads i omnium (herre), én plads i omnium (damer), fire pladser i holdforfølgelsesløb (herre).

##### BMX
I BMX måtte der maksimalt deltage tre herrer og to damer per nation og kvalifikationen skete gennem opnåelse af kvotepladser, der blev baseret på en særlig OL-verdensrangliste pr. 31. maj 2016 for perioden 31. maj 2014 til 30. maj 2016. For herrerne blev der tildelt tre nationale kvotepladser til de fire højeste rangerede nationer, to nationale kvotepladser til de næste tre nationer samt én national kvoteplads til de efterfølgende seks nationer. Herudover var der en individuel national kvoteplads til de fire bedste herre fra nationer, der ikke var kvalificeret via nationspladserne. For damerne blev der tildelt to nationale kvotepladser til de tre højeste rangerede nationer samt én national kvoteplads til de efterfølgende fire nationer. Herudover var der en individuel national kvoteplads til de tre bedste damer fra nationer, der ikke var kvalificeret via nationspladserne. Endelig kunne der opnås tre nationale kvotepladser, for både damer og herrer ved VM i perioden 25. – 29. maj 2016 i Medellin, Colombia til de bedste ryttere, der ikke havde opnået kvalifikation gennem den særlige OL-verdensrangliste. 

Ved kvalifikationsperiodens udløb havde Danmark sikret sig en kvoteplads for herrer ved Niklas Laustsen. Denne blev sikret via en 1/8 finale ved VM i 2016, hvor Niklas Laustsen var en af tre højest placerede, som ikke allerede var kvalificeret til OL. Hos damerne var der også en kvoteplads til Danmark. Denne blev sikret ved Simone Tetsche Christensen som en af de tre bedste damer fra nationer, der ikke var kvalificeret via nationspladserne.

##### Mountainbike (MTB)
I mountainbike måtte der maksimalt deltage tre herrer og to damer per nation og kvalifikationen skete gennem opnåelse af kvotepladser, der blev baseret på en særlig OL-verdensrangliste pr. 25. maj 2016 for perioden 25. maj 2015 til 25. maj 2016. For herrerne blev der tildelt tre nationale kvotepladser til de fem højeste rangerede nationer, to nationale kvotepladser til de næste otte nationer samt én national kvoteplads til de efterfølgende ti nationer. For damerne blev der tildelt to nationale kvotepladser til de otte højeste rangerede nationer samt én national kvoteplads til de efterfølgende ni nationer.
Da kvalifikationsperioden var færdig lå Danmark på 19. pladsen for mænd og på 11. pladsen hos kvinderne . Dette betød, at Danmark opnåede én kvoteplads både for kvinder og mænd.

#### Udtagelse
Nedenfor er listet atleter, som blev udtaget af Danmarks Idrætsforbund’s bestyrelse på baggrund af en indstilling fra 
Danmarks Cykle Union.
| Disciplin         | H/D    | Udøver                     | Udtagelsesdato |
| ----------------- | ------ | -------------------------- | -------------- |
| MTB Cross Country | Damer  | Annika Langvad             | 9. juni 2016   |
| MTB Cross Country | Herrer | Simon Andreassen           | 9. juni 2016   |
| BMX               | Damer  | Simone Tetsche Christensen | 13. juni 2016  |
| BMX               | Herrer | Niklas Laustsen            | 13. juni 2016  |
| Omnium            | Herrer | Lasse Norman Hansen        | 18. juni 2016  |
| Omnium            | Damer  | Amalie Dideriksen          | 18. juni 2016  |
| Holdforfølgelse   | Herrer | Casper Folsach             | 18. juni 2016  |
| Holdforfølgelse   | Herrer | Frederik Rodenberg Madsen  | 18. juni 2016  |
| Holdforfølgelse   | Herrer | Niklas Larsen              | 18. juni 2016  |
| Holdforfølgelse   | Herrer | Casper Pedersen            | 18. juni 2016  |
| Holdforfølgelse   | Herrer | Rasmus Quaade              | 18. juni 2016  |
| Linjeløb          | Herrer | Jakob Fuglsang             | 23. juni 2016  |
| Linjeløb          | Herrer | Chris Anker Sørensen       | 23. juni 2016  |
| Linjeløb          | Herrer | Christopher Juul Jensen    | 23. juni 2016  |

#### Resultater
Landevejsløb
| Dato       | Disciplin   | H/D    | Rytter                  | Tid        | Placering |
| ---------- | ----------- | ------ | ----------------------- | ---------- | --------- |
| 6. august  | Linjeløb    | Herrer | Jakob Fuglsang          | 6:10,05    |           |
| 6. august  | Linjeløb    | Herrer | Chris Anker Sørensen    | 6:30,05    | 60        |
| 6. august  | Linjeløb    | Herrer | Christopher Juul Jensen | 6:19,43    | 32        |
| 10. august | Enkeltstart | Herrer | Christopher Juul-Jensen | 1:16:49,62 | 19        |

Bane
| Dato             | Disciplin       | H/D    | Rytter                                                                                   | Kvalifikation | Kvalifikation | Semifinale                                                     | Semifinale | Semifinale | Bronzefinale                                        | Bronzefinale | Bronzefinale |
| Dato             | Disciplin       | H/D    | Rytter                                                                                   | Tid           | Placering     | Modstander Result                                              | Tid        | Placering  | Modstander Result                                   | Tid          | Placering    |
| ---------------- | --------------- | ------ | ---------------------------------------------------------------------------------------- | ------------- | ------------- | -------------------------------------------------------------- | ---------- | ---------- | --------------------------------------------------- | ------------ | ------------ |
| 11. – 12. august | Holdforfølgelse | Herrer | Casper Folsach Frederik Rodenberg Madsen Niklas Larsen Lasse Norman Hansen Rasmus Quaade | 3:55,396      | 2             | Alexander Edmondson Jack Bobridge Michael Hepburn Sam Welsford | 3:53,542   | 2          | Pieter Bulling Aaron Gate Dylan Kennett Regan Gough | 3:53,789     |              |

| Dato             | Disciplin | H/D    | Rytter              | Scratch          | Indiviuel forfølgelsesløb | Indiviuel forfølgelsesløb | Elimineringsløb  | Tidskørsel | Tidskørsel       | Flyvende omgang | Flyvende omgang  | Pointløb | Pointløb         | Point i alt | Placering |
| Dato             | Disciplin | H/D    | Rytter              | Placering points | Tid                       | Placering points          | Placering points | Tid        | Placering points | Tid             | Placering points | Point    | Placering points | Point i alt | Placering |
| ---------------- | --------- | ------ | ------------------- | ---------------- | ------------------------- | ------------------------- | ---------------- | ---------- | ---------------- | --------------- | ---------------- | -------- | ---------------- | ----------- | --------- |
| 14. – 15. august | Omnium    | Herrer | Lasse Norman Hansen | 1 40             | 4:14,982 (OR)             | 1 40                      | 18 6             | 1:02,538   | 5 32             | 12,832          | 4 34             | 20       | 2 40             | 192         |           |
| 15. – 16. august | Omnium    | Damer  | Amalie Dideriksen   | 7 28             | 3:30,264                  | 4 34                      | 6 30             | 38,032     | 18 6             | 14,94           | 18 6             | 85       | 1 85             | 189         | 5         |

BMX
| Dato             | Disciplin | H/D    | Rytter                     | Seedning | Seedning  | Kvartfinale | Kvartfinale | Semifinale          | Semifinale          | Finale              | Finale              |
| Dato             | Disciplin | H/D    | Rytter                     | Resultat | Placering | Point       | Placering   | Point               | Placering           | Resultat            | Placering           |
| ---------------- | --------- | ------ | -------------------------- | -------- | --------- | ----------- | ----------- | ------------------- | ------------------- | ------------------- | ------------------- |
| 17. – 19. august | BMX       | Herrer | Niklas Laustsen            | 36,199   | 24        | 19          | 7           | ude af konkurrencen | ude af konkurrencen | ude af konkurrencen | ude af konkurrencen |
| 17. – 19. august | BMX       | Damer  | Simone Tetsche Christensen | 35,251   | 5         | N/A         | N/A         | 18                  | 7                   | ude af konkurrencen | ude af konkurrencen |

 Mountain biking (MTB) 
| Dato       | Disciplin         | H/D    | Rytter           | Tid     | Placering |
| ---------- | ----------------- | ------ | ---------------- | ------- | --------- |
| 21. august | MTB Cross Country | Herrer | Simon Andreassen | 1:47:44 | 34        |
| 20. august | MTB Cross Country | Damer  | Annika Langvad   | 1:33:48 | 11        |

### Fodbold

#### Kvalifikation
For kvindelandsholdet gik kvalifikationen gennem deltagelse ved VM i 2015, hvor holdet ikke kvalificerede sig. Derfor kunne kvalifikation til OL ikke opnås.
For herrelandsholdet gik kvalifikationen gennem deltagelse ved U/21 Europamesterskabet i Tjekkiet 15. – 30. juni 2015. Der var her fire OL pladser at kæmpe om, og da Danmark vandt den indledende gruppe den 24. juni 2015 og kom i semifinalen, kvalificerede de sig til OL.

#### Udtagelse
Træner Niels Frederiksen og Dansk Boldspil-Union indstillede den 18. juli en trup på 22 spillere til udtagelse hos DIF, der godkendte truppen. Otte af spillerne var blevet forhåndsudtaget en måneds tid forinden, mens de øvrige blev udtaget en lille måned senere.
Afbud
Da OL-turneringen i fodbold ikke ligger i kalenderen for landskampe i de internationale fodboldorganisationer, var klubberne ikke forpligtet til at afgive spillere til turneringen. Derfor var en række profiler, som DBU gerne ville have haft med på forhånd ikke til rådighed. Ydermere fik dette problem – foruden skader – stor indflydelse på det endelige hold, som Danmark kunne stille med i Brasilien. Følgende udtagne spillere meldte fra efter at være udtaget:
- Lucas Andersen måtte på grund af klubskifte i sommeren 2016 melde afbud, da hans nye klub ikke var interesseret i at afgive ham i OL-perioden.[64]
- Yussuf Poulsen havde oprindeligt fået lov til at deltage af sin klub, men meldte efterfølgende fra efter samråd med klubben.[65]
- Uffe Manich Bech havde været skadet og nåede ikke at blive klar.[65]
- Lasse Vigen Christensen fik ikke lov til at deltage af sin klub.[66]
- Nicolai Poulsen blev skadet i den sidste superligakamp lige inden afrejse til Brasilien.[67]
- Asger Sørensen fik ikke lov til at rejse af sin klub.[68]